# Notre-Dame-de-la-Salette
Notre-Dame-de-la-Salette es un municipio de la provincia de Quebec, Canadá. Tiene una población de alrededor de 730 habitantes (2016).

## Geografía
| Noroeste: Bowman        | Norte: Val-des-Bois |                         |
|                         |                     | Este: Mulgrave-et-Derry |
| Suroeste: Val-des-Monts | Sur: L'Ange-Gardien |                         |

## Demografía
Según el censo de 2016, había 727 personas residiendo en Notre-Dame-de-la-Salette.

## Galería de imágenes
|                          |
| Notre-Dame-de-la-Salette |

|                   |
| El río del Liebre |

|                                     |
| Iglesia de Notre-Dame-de-la-Salette |